# Гелли и Нок
«Гелли и Нок» — украинский художественный кинофильм, снятый в 1995 году на киностудии имени Довженко. Режиссёр — Вадим Ильенко. Сценарий: Вадим Ильенко, Александр Грин, Эмилия Ильенко.
Главные роли в фильме исполнили Елена Ильенко и Андрейс Жагарс.

## Сюжет
По мотивам рассказа Александра Грина «Сто вёрст по реке». Гелли и Нок случайно оказываются в одной лодке и несколько дней плывут вдвоём по реке к морю. Он беглец-каторжанин, она — молодая, откровенная и чистая. Гелли сумела возвратить к жизни разочарованного Нока, подарила ему любовь и счастье.

## В ролях
- Елена Ильенко — Гелли Сод
- Андрейс Жагарс — Нок Беринг (Трумвик)
- Богдан Ступка — Гутан
- Светлана Усатюк — Дези
- Евгений Паперный — капитан «Кристины»
- Юрий Евсюков — рыбак
- Юрий Рыбальченко — капрал
- Юрий Критенко — капитан парохода
- Юрий Рудченко — боцман
- Владимир Шпудейко — матрос с «Кристины»